# Sluis (België)
Sluis is een van de oudste gehuchten van de Belgische gemeente Mol. Bovendien heeft Sluis het langst zijn landelijke stempel bewaard. Verschillende grote boerderijen waren er gevestigd. De naam van het gehucht verwijst naar de sluizen op de plaatselijke waterlopen waarmee de beemden bewaterd werden.

## Bezienswaardigheden
- Het Jakob Smitsmuseum, gevestigd in de voormalige pastorie, toont tekeningen en schilderijen van deze kunstenaar en anderen uit de Molse school
- De Sint-Bernarduskerk uit 1865 is een bakstenen kruiskerk in pseudobasilicale vorm. De kerk is ontworpen door Pieter Jozef Taeymans en werd vergroot in 1926
- De Lourdesgrot in de Grotstraat is geregistreerd als bouwkundig erfgoed. Ze is gemaakt van cement en werd in 1958 ingehuldigd. De grot bevat behalve een Mariabeeld een altaar.

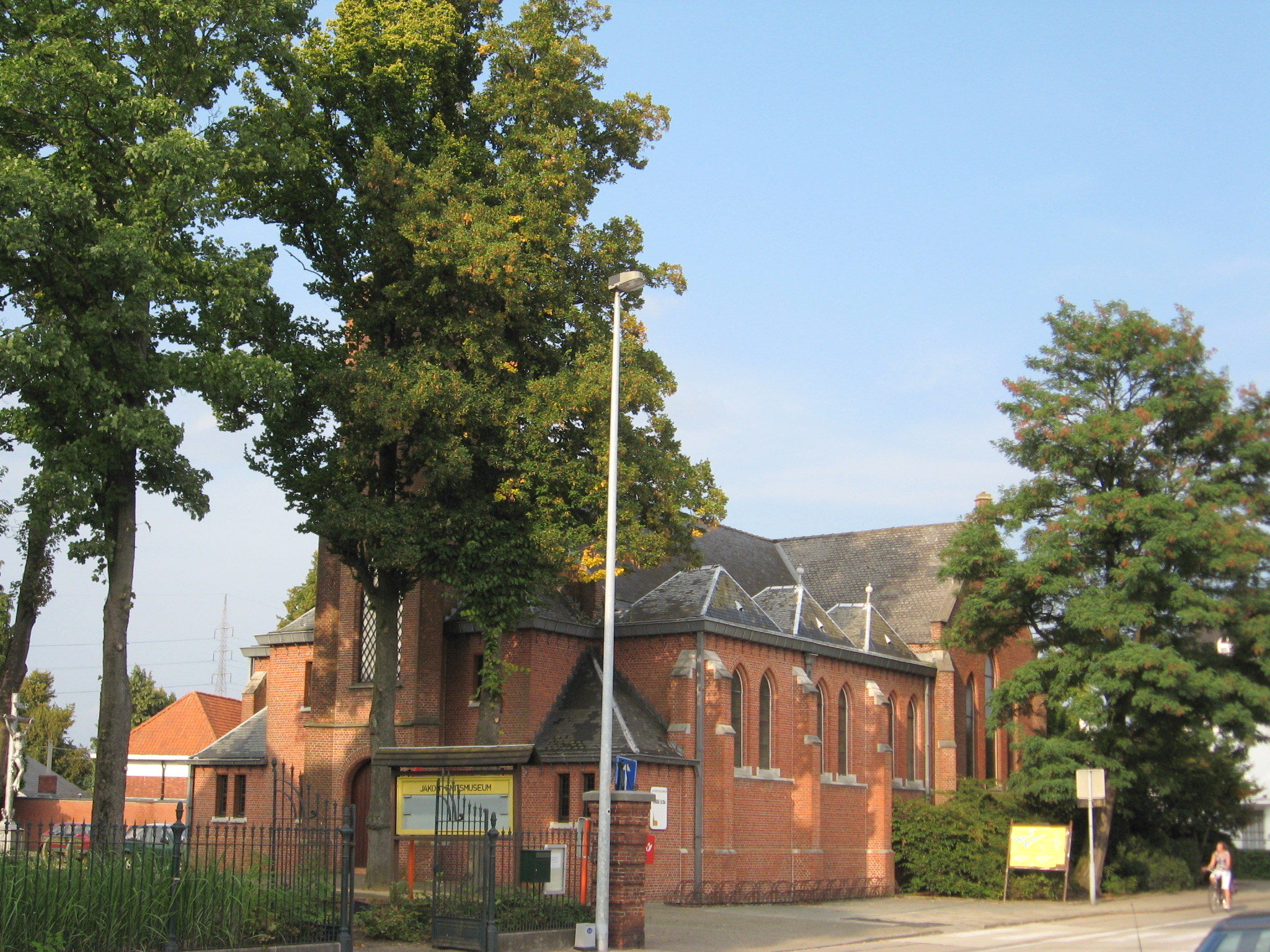
Sint-Bernarduskerk
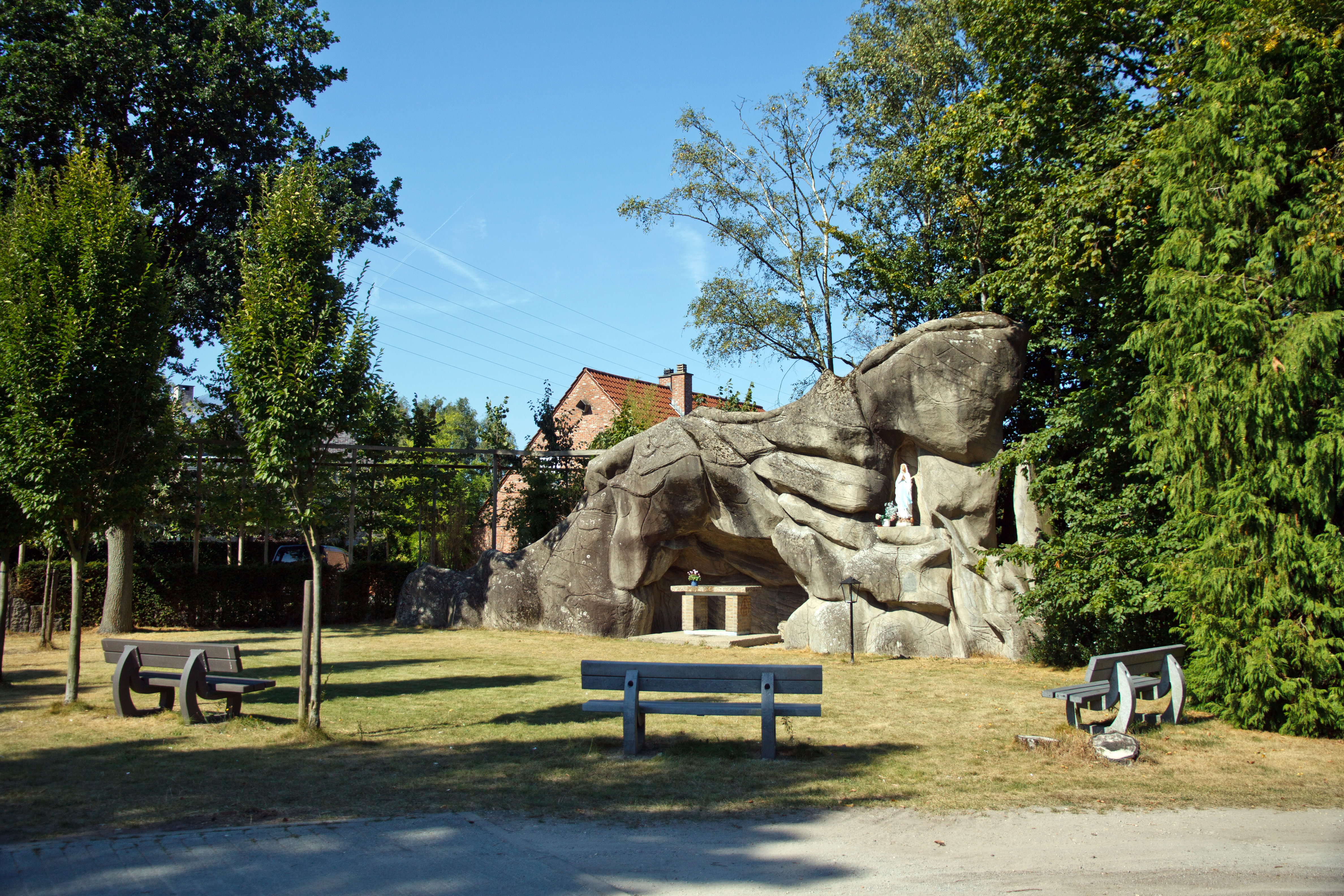
Lourdesgrot
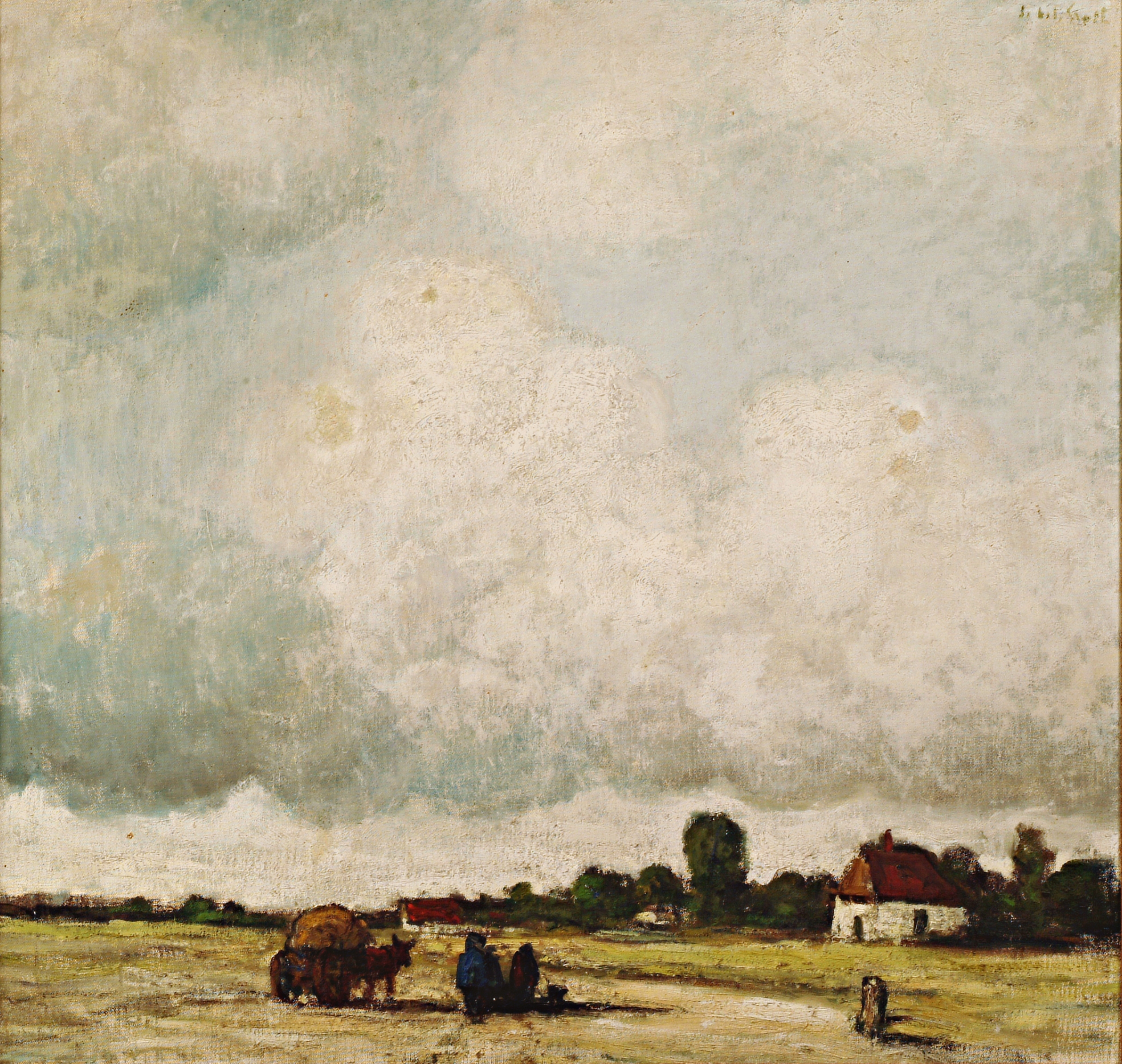
Kempisch landschap, 1927, olieverf op doek door Jakob Smits, collectie Jakob Smitsmuseum

## Natuur en landschap

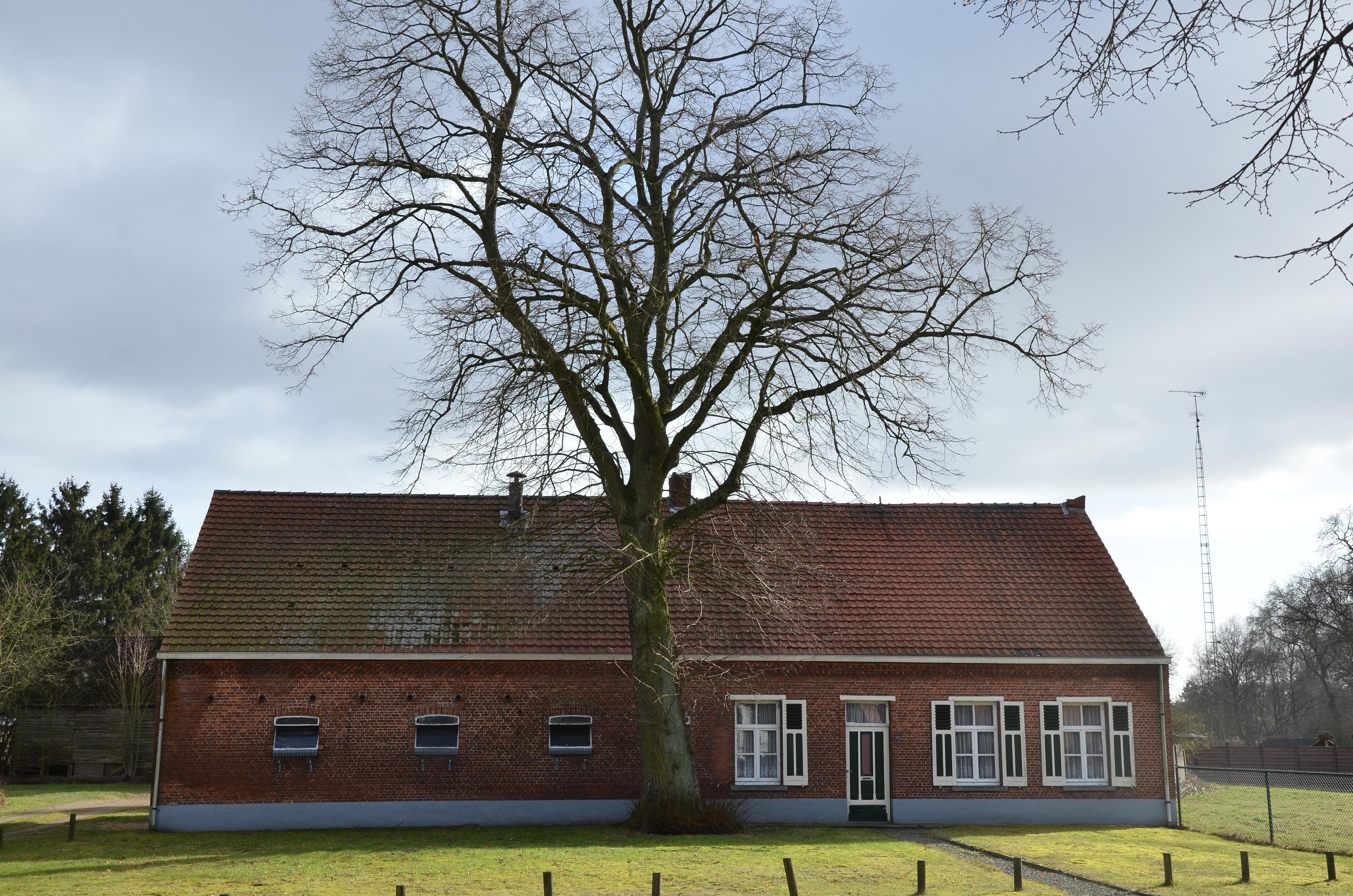
Langgestrekte hoeve

Op de grens met buurgehucht Donk liggen de bekende zandputten waar vanaf 1845 wit zand gewonnen wordt. Door de zandwinning zijn in Sluis verschillende grote waterputten ontstaan. Deze gaven op hun beurt de mogelijkheid tot waterrecreatie. Zo werd in 1959 het Provinciaal domein Zilvermeer opengesteld voor het grote publiek. Ook de plas Miramar is voor waterrecreatie in gebruik.

## Nabijgelegen kernen
Donk, Ginderbuiten, Rauw, Achterbos